# Mareeba Airport
Mareeba Airport är en flygplats i Australien. Den ligger i kommunen Tablelands och delstaten Queensland, omkring 1 400 kilometer nordväst om delstatshuvudstaden Brisbane. Mareeba Airport ligger 469 meter över havet.
Runt Mareeba Airport är det glesbefolkat, med 14 invånare per kvadratkilometer.. Närmaste större samhälle är Mareeba, nära Mareeba Airport. 
I omgivningarna runt Mareeba Airport växer huvudsakligen savannskog. Genomsnittlig årsnederbörd är 1 577 millimeter. Den regnigaste månaden är mars, med i genomsnitt 342 mm nederbörd, och den torraste är september, med 28 mm nederbörd.